# Isabell Ost
Isabell Ost (Erfurt, 21 oktober 1988) is een Duits langebaanschaatsster. Ze nam deel aan de Olympische Winterspelen van 2010 in Vancouver, daarbij eindigde ze op de 1500 meter als 22e van de 36 deelnemers.
Ze maakte op 30 januari 2009 haar debuut bij de mondiale wedstrijden voor senioren, tijdens de wereldbeker in haar geboorteplaats Erfurt. Ost deed zowel tweemaal mee aan het Europees allroundkampioenschap als aan het Wereldkampioenschap allround.
In 2011 nam ze, voor de eerste keer, deel aan het Wereldkampioenschap afstanden. Daar reed ze de 1500 meter, waarop ze op de 16e plaats eindigde, en de ploegenachtervolging. Op de ploegenachtervolging pakte ze, samen met Stephanie Beckert en Claudia Pechstein, de bronzen medaille.
In eigen land behoort Ost anno 2011 tot de beste allroundschaatssters. Haar eerste podiumplek op een nationaal kampioenschap was op het Duitse allroundkampioenschap van 2009, daar veroverde ze de zilveren medaille achter Claudia Pechstein. Op de Duits afstandkampioenschappen van 2009 voegde ze daar een bronzen medaille op de 1500 meter en een zilveren medaille op de 3000 meter aan toe. Twee jaar later veroverde ze de zilveren medaille op de 1500 meter en een bronzen medaille op de 3000 meter op hetzelfde kampioenschap.

## Persoonlijke records
| Afstand    | Tijd    | Datum            | Baan       |
| ---------- | ------- | ---------------- | ---------- |
| 500 meter  | 40,45   | 12 februari 2011 | Calgary    |
| 1000 meter | 1.17,33 | 30 oktober 2016  | Inzell     |
| 1500 meter | 1.56,72 | 13 februari 2011 | Calgary    |
| 3000 meter | 4.07,51 | 12 februari 2011 | Calgary    |
| 5000 meter | 7.18,75 | 2 maart 2012     | Heerenveen |

## Resultaten
| Jaar | EK allround          | WK allround          | WK afstanden               | Olympische Spelen   | Wereldbeker                        |
| ---- | -------------------- | -------------------- | -------------------------- | ------------------- | ---------------------------------- |
| 2009 |                      | NC22 (17, 24, 20, -) |                            |                     | 41e 1500m 37e 3k/5k                |
| 2010 | NC18 (15, 19, 16, -) |                      |                            | 22e 1500m           | 42e 1500m 43e 3k/5k                |
| 2011 | NC14 (18, 11, 13, -) | NC18 (19, 14, 14, -) | 16e 1500m · achtervolging  |                     | 48e 1000m 16e 1500m 29e 3k/5k      |
| 2012 | 10e (16, 6, 18, 7)   | NC22 (24, 15, 20, -) | 17e 3000m 5e achtervolging | 28e 1500m 23e 3k/5k |                                    |
| 2013 | NC20 (23, 18, 16, -) |                      |                            | 46e 1500m 38e 3k/5k |                                    |
| 2014 |                      |                      |                            |                     | 42e 1500m 35e 3k/5k                |
| 2015 | NC9 (12, 11, 9, -)   |                      |                            |                     | 31e 1500m 24e 3k/5k 37e massastart |
|      |                      |                      |                            |                     |                                    |
| 2017 |                      |                      |                            | 32e 1000m 29e 1500m |                                    |

- = geen deelname
NC# = niet gekwalificeerd voor de laatste afstand, maar wel als # geklasseerd in de eindrangschikking
(#, #, #, #) = afstandspositie op allroundtoernooi (500m, 3000m, 1500m, 5000m).